# Calle Fontana (Formosa)
Fontana es una calle que se encuentra en el centro de la ciudad de Formosa. Es la calle número 36 del microcentro. Debe su nombre al fundador de esta ciudad, Luis Jorge Fontana (1846 - 1920).

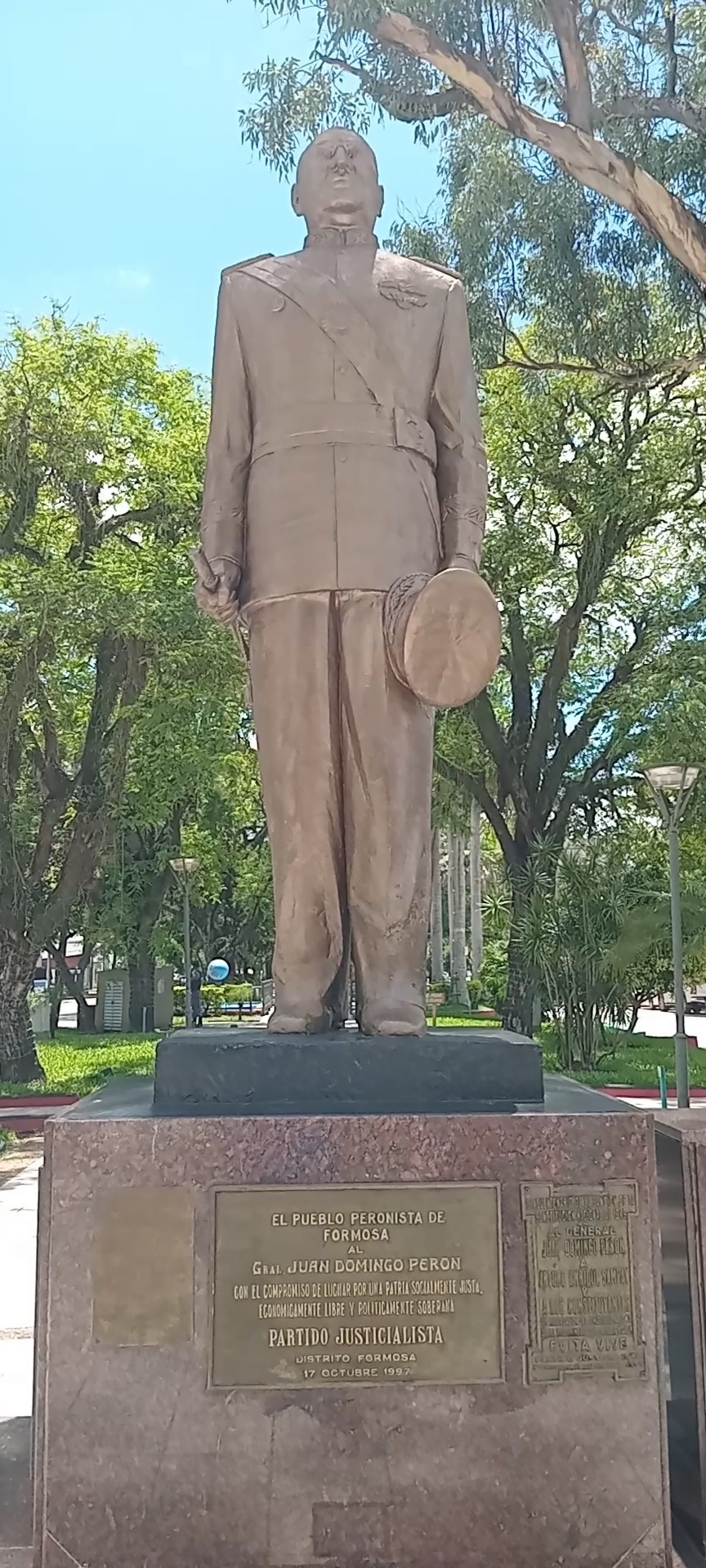
Estatua de Perón en la plazoleta de la Avenida 25 de Mayo (Formosa).

## Historia y recorrido
La calle fue inaugurada en 1879 con el nombre de Artes. En la década de 1930, los vecinos, impulsan a cambiar su nombre por el del fundador de la Ciudad. Se pavimentó en el año 1950, y allí se instalaron los principales negocios, enfrente de la plaza San Martín, debido a la popular zona donde interceptan la avenida 25 de Mayo, y Fontana. Actualmente allí se encuentra la librería Capítulo, una heladería y en la plazoleta de la Av. 25 de Mayo, una estatua del expresidente Juan Domingo Perón. También otros lugares emblemáticos son:
- Escuela Nº 58, por Fontana y España.
- Ministerio de Turismo, Fontana y J.M. Uriburu
- Subsecretaría de Deportes, Fontana entre Salta y Ayacucho.
- Banco de Formosa, otra sucursal, sobre Fontana entre Ayacucho y Paraguay.

Nace en la avenida González Lelong y corta en la avenida Napoleón Uriburu. En dicho recorrido atraviesa 15 cuadras y las siguientes arterias:
- González Lelong, donde nace
- Junín
- Corrientes
- Juan José Silva
- Maipú
- Pringles
- Saavedra
- España
- Av. 25 de Mayo
- J.M. Uriburu
- Brandsen
- Hipólito Irigoyen
- Fotheringham
- Salta
- Ayacucho
- Paraguay y la Av. N. Uriburu, esta última que lo corta.[5]